# Лилье, Карл Матвеевич
Карл Матвеевич Лилье (1797—1879) — генерал-лейтенант русской императорской армии, участник Наполеоновских войн и подавления польского восстания 1831 года.

## Биография
Родился в октябре 1797 года.
Получил домашнее образование и в начале 1810-х годов поступил на военную службу в армейскую пехоту. Будучи подпрапорщиком, Лилье принял участие в Отечественной войне 1812 года и в последующем Заграничном походе 1813—1814 годов.
По окончании Наполеоновских войн в чине прапорщика (с 6 октября 1816) был переведён в Сибирский гренадерский полк. В 1831 году участвовал в войне против польских мятежников, был ранен и 25 декабря того же года за отличие получил орден Св. Георгия 4-й степени (№ 4634 по кавалерскому списку Григоровича — Степанова). Также в 1831 году он был награждён орденом Св. Владимира 4-й степени с бантом и знаком отличия за военное достоинство 4-й степени.
С 30 марта 1841 Лилье командовал Московским карабинерным полком; с 6 января 1843 по 6 декабря 1849 года — Самогитским гренадерским полком; получил ордена Св. Станислава 2-й степени (1840), Св. Анны 2-й степени с императорской короной (1843), Св. Владимира 3-й степени (1845). Произведённый в 1849 году в генерал-майоры, он с 14 декабря 1851 года командовал 1-й бригадой 3-й гренадерской дивизии; участвовал в Восточной войне, командовал в Симферополе и Карасубазаре резервной дивизией 5-го корпуса; также в 1855—1856 годах командовал 18-й сводной запасной пехотной дивизией.
В 1857 году Лилье был произведён в генерал-лейтенанты и зачислен в запасные войска. В мае 1876 года он окончательно вышел в отставку.
Скончался 30 июня (12 июля) 1879 года  в Санкт-Петербурге, похоронен на Волковом лютеранском кладбище.
Был женат на Надежде Петровне Коптевой (1815—1867), которая была похоронена на православной части Волкова кладбища.